# Viacheslav Tíjonov

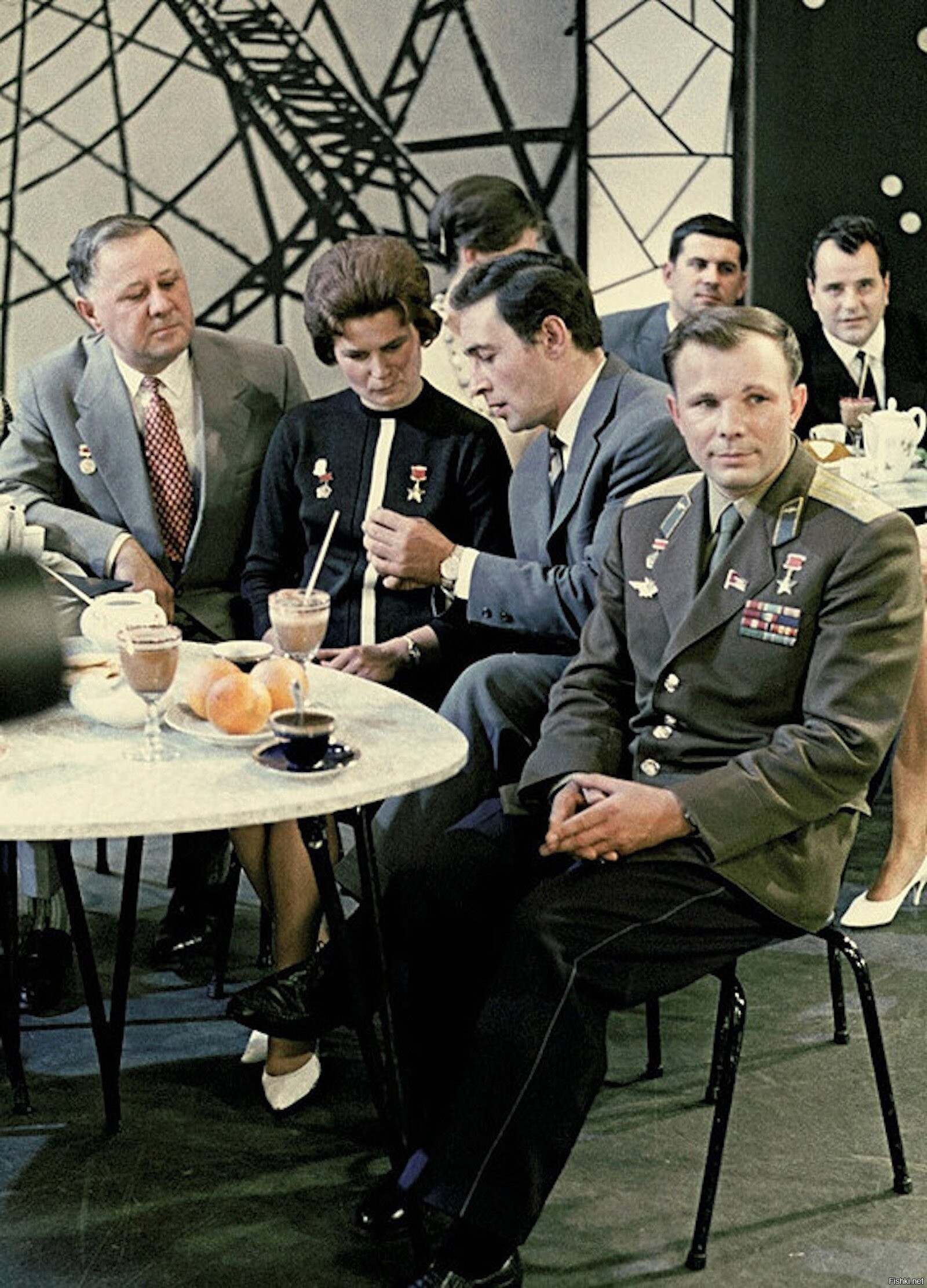
Viacheslav Tíjonov (en primera fila, sentado entre Yuri Gagarin y Valentina Tereshkova) en un show soviético de año nuevo en 1963.

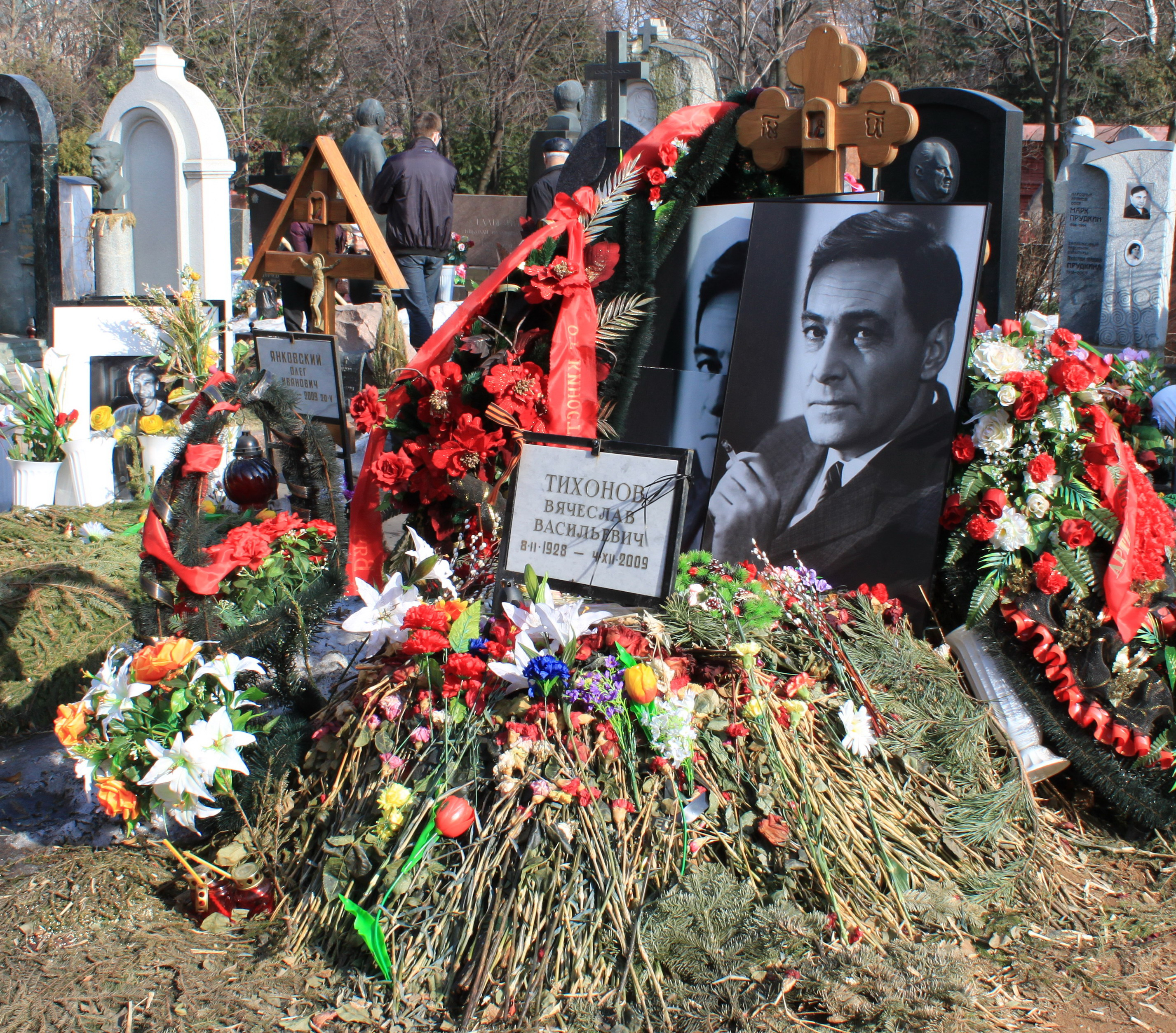
Tumba de Tíjonov, donde aparece una foto de él como Stirlitz.

Viacheslav Vasílievich Tíjonov (en ruso: Вячесла́в Васи́льевич Ти́хонов; Pávlovski Posad, 8 de febrero de 1928-Moscú, 4 de diciembre de 2009) fue un actor soviético y ruso, conocido por el personaje del espía soviético Stirlitz, en la serie de televisión Diecisiete instantes de una primavera. Recibió muchos premios y condecoraciones estatales, entre ellos el Artista del pueblo de la URSS (1974) y el Héroe del Trabajo Socialista (1982).

## Biografía
Nació en Pávlovski Posad, cerca de Moscú. Su madre era maestra de un jardín de infantes y su padre un ingeniero en la fábrica textil local. Viacheslav soñaba con actuar, pero sus padres vislumbraron una carrera diferente, y durante la Segunda Guerra Mundial trabajó en una fábrica de municiones. En 1945 comenzó a estudiar para la carrera de actuación. Ingresó con dificultad, en la Facultad de Actores de la Universidad Panrusa Guerásimov de Cinematografía. Después de graduarse con honores en 1950, comenzó su carrera en el escenario del Estudio de Teatro del Actor de Cine, donde trabajó durante seis años.
En 1948 se casó con Nonna Mordiukova, una actriz popular en el momento (la pareja tuvo un hijo, Vladímir, también actor, fallecido en 1990). El matrimonio fue disuelto en 1963. Más tarde Tíjonov se casó por segunda vez con Tamara Ivánovna Tíjonova y tuvo una hija con ella, Anna (también actriz) en 1969.
Falleció el 4 de diciembre de 2009 en Moscú. El presidente ruso, Dmitri Medvédev, expresó sus condolencias a la familia de Tíjonov.

## Carrera
Tíjonov hizo su debut en el cine en 1948. Durante los años siguientes, apareció en películas relativamente de bajo perfil y en el teatro del Estudio de Teatro del Actor de Cine en Smolensk. Uno de sus papeles más notables allí fue el oso en la producción de Erast Garin del cuento de hadas de Yevgueni Shvarts Un milagro ordinario.
Tíjonov se hizo más conocido con su participación en el drama rural familiar Sucedió en Penkovo en 1958, seguido por varios dramas acerca de la guerra: Estrellas de mayo (1959), filmado en Praga, y Siete vientos (1962), en el frente occidental. En Sed (1959), basado en hechos reales, Tíjonov, realiza el primero de sus papeles como espía, retratando a un explorador en una operación para liberar una planta de agua de Odesa de los nazis.
En Dos vidas (1961), representa al menos afortunado de dos hombres que inconscientemente se encuentran en Francia, 40 años después de luchar en lados opuestos de la revolución de 1917. En Viviremos hasta el lunes (1968), interpreta a un profesor de historia que planea defender a un estudiante en una reunión disciplinaria. Su actuación le valió un premio estatal. En 1979 el director cinematográfico Stanislav Rostotski filmó un documental sobre su amigo, llamado Profesión: actor de cine.
También encarnó al príncipe Andréi Bolkonski en la adaptación de la obra de León Tolstói, Guerra y paz (1968) dirigida por Serguéi Bondarchuk, ganadora del Premio Óscar a la mejor película de habla no inglesa en la 41° entrega de los premios. Sin embargo, Tíjonov supuestamente obtuvo el papel sólo a sugerencia del Ministro de Cultura cuando Innokenti Smoktunovski optó por Hamlet de Grigori Kózintsev y Oleg Strizhénov no estaba disponible.
En 1973, Tíjonov protagonizó el papel por el que es más conocido en las ex repúblicas soviéticas, cuando la directora Tatiana Lióznova lo eligió para protagonizar una adaptación televisiva de la novela Diecisiete instantes de una primavera, de Yulián Semiónov, protagonizando a Stirlitz. Los 17 momentos son 17 días en la primavera boreal de 1945 justo antes de la derrota de la Alemania nazi en la Segunda guerra y se centra en torno a los intentos de algunos de los espías de la Unión Soviética en Alemania para frustrar las conversaciones secretas de paz entre los nazis y los Estados Unidos y Reino Unido. La película gozó de enorme popularidad entre los espectadores rusos de varias generaciones. Antes de eso, sin embargo, se había enfrentado al riesgo de permanecer desconocido, ya que Mijaíl Súslov se había opuesto a su estreno, al afirmar que la película no mostraba la hazaña del pueblo soviético en la guerra. Pero, la decisión de lanzar la serie fue apoyada por el presidente de la KGB, Yuri Andrópov. Aunque la novela fue adaptada muchas veces para la pantalla, Tíjonov no volvió a actuar como Stirlitz. Gracias a su actuación, al año siguiente ganó el Artista del pueblo de la URSS.
En 1976, volvió a unirse a Bondarchuk en una adaptación de la novela Lucharon por la Patria de Mijaíl Shólojov, ganando otro premio estatal al tiempo en que se unía al Partido Comunista. En 1977, formó parte de Bim, mi mejor amigo nominada para el Premio Óscar a la mejor película de habla no inglesa en la 51° entrega de los premios, en la que Tíjonov interpretó a un escritor de mediana edad que es "adoptado" por un cachorro de setter no pedigrí.
En años posteriores, fue capaz de encarnar otros personajes, ni espías ni militares, incluyendo un obispo retirado en una versión cinematográfica de la novela Los endemoniados (1992) de Fiódor Dostoyevski; como así también a Carlomagno, en Matar a un dragón. En 2006, encarnó a Dios en la película Andersen, una vida sin amor, dirigida por Eldar Ryazánov, y acerca del escritor danés Hans Christian Andersen. El 8 de febrero de 2003, el presidente ruso Vladímir Putin le concedió la Orden al Mérito por la Patria en tercera clase.

## Filmografía

### Cine
| Año  | Película                                           | Título en ruso                      | Rol                                             | Notas                                                                    |
| ---- | -------------------------------------------------- | ----------------------------------- | ----------------------------------------------- | ------------------------------------------------------------------------ |
| 1948 | La joven guardia                                   | Молодая гвардия                     | Volodya Osmujin                                 | Dirigida por Serguéi Guerásimov Ganó el Premio Stalin del Estado en 1949 |
| 1950 | En tiempos de paz                                  | В мирные дни                        | marino Volodya Grinevsky                        |                                                                          |
| 1951 | Tarás Shevchenko                                   | Тарас Шевченко                      | Representante de los jóvenes de San Petersburgo |                                                                          |
| 1952 | Maksimka                                           | Максимка                            | Teniente Goriélov                               |                                                                          |
| 1954 | Esto no se debe olvidar                            | Об этом забывать нельзя             | Rostislav Dánchenko                             |                                                                          |
| 1955 | Estrellas en las alas                              | Звёзды на крыльях                   | piloto Olexa Lavrinets                          |                                                                          |
| 1956 | El corazón vuelve a latir                          | Сердце бьётся вновь                 | Leonid V. Gólubev                               |                                                                          |
| 1957 | Sucedió en Penkovo                                 | Дело было в Пенькове                | Matvey Morózov                                  |                                                                          |
| 1958 | Accidente extraordinario                           | ЧП. Чрезвычайное происшествие       | Viktor Raisky                                   |                                                                          |
| 1959 | Estrellas de mayo                                  | Майские звёзды                      | teniente Andrew Rukavichkin                     |                                                                          |
| 1959 | Sed                                                | Жажда                               | teniente Oleg Bezborodko                        |                                                                          |
| 1960 | Michman Panin                                      | Мичман Панин                        | Vasili Panin                                    |                                                                          |
| 1961 | Dos vidas                                          | Две жизни                           | Duque Serguéi Naschokin                         |                                                                          |
| 1962 | Siete vientos                                      | На семи ветрах                      | Capitán Vyacheslav Suzdalev                     |                                                                          |
| 1963 | Tragedia optimista                                 | Оптимистическая трагедия            | Alexéi, marino anarquista                       |                                                                          |
| 1965 | Un héroe de nuestro tiempo                         | Герой нашего времени                | Grigori Aleksándrovich Pechorin (voz)           |                                                                          |
| 1968 | Guerra y paz                                       | Война и мир                         | Príncipe Andréi Nikoláievich Bolkonsky          |                                                                          |
| 1968 | Viviremos hasta el lunes                           | Доживём до понедельника             | Ilyá Semiónovich Mélnikov                       |                                                                          |
| 1969 | Felicidad en familia                               | Семейное счастье                    | Nikolái Andréievich Kapitónov, notario          |                                                                          |
| 1970 | El carrusel                                        | Карусель                            | jefe de hogar                                   |                                                                          |
| 1970 | Uno de nosotros                                    | Один из нас                         | espía Keller (voz)                              |                                                                          |
| 1971 | Yegor Bulychov y otros                             | Егор Булычов и другие               | Pavlin                                          |                                                                          |
| 1971 | El hombre del otro lado                            | Человек с другой стороны            | Víktor Krýmov                                   |                                                                          |
| 1971 | Aférrate a las nubes                               | Держись за облака                   | Vladímir Sevastiyánov (voz)                     |                                                                          |
| 1974 | El frente sin flancos                              | Фронт без флангов                   | Mayor Iván Petróvich Mlinsky                    |                                                                          |
| 1975 | Lucharon por la Patria                             | Они сражались за Родину             | Nikolái Streltsov                               |                                                                          |
| 1975 | Historia de un corazón humano                      | Повесть о человеческом сердце       | (autor del texto)                               |                                                                          |
| 1976 | ...y los otros oficiales                           | ... И другие официальные лица       | Kostantín Pávlovich Ivanov                      |                                                                          |
| 1977 | Bim, mi mejor amigo                                | Белый Бим Черное ухо                | Iván Ivánovich                                  |                                                                          |
| 1977 | El frente tras la línea del frente                 | Фронт за линией фронта              | Coronel Iván Petróvich Mlinsky                  |                                                                          |
| 1977 | Diálogo                                            | Диалог                              | Alexander Yershov                               |                                                                          |
| 1977 | Una cómoda conducida por las calles                | По улицам комод водили              | jefe de oficina                                 |                                                                          |
| 1981 | Vacaciones no remuneradas                          | Отпуск за свой счёт                 | (narración)                                     |                                                                          |
| 1981 | El frente en la retaguardia del enemigo            | Фронт в тылу врага                  | Coronel Iván Petróvich Mlinsky                  |                                                                          |
| 1984 | Historia europea                                   | Европейская история                 | Peter Losser                                    |                                                                          |
| 1987 | Apelación                                          | Апелляция                           | Dmitri V. Plótnikov                             |                                                                          |
| 1988 | Matar a un dragón                                  | Убить дракона                       | Carlomagno                                      |                                                                          |
| 1989 | Amor con privilegios                               | Любовь с привилегиями               | Konstantín Gavrílovich Kozhemyakin              |                                                                          |
| 1991 | Los fantasmas de la habitación verde               | Призраки зелёной комнаты            | Martin Chiverel                                 |                                                                          |
| 1992 | Los endemoniados                                   | Бесы                                | Tíjon, obispo retirado                          |                                                                          |
| 1993 | El código del deshonor                             | Кодекс бесчестия                    | Chugunov                                        |                                                                          |
| 1993 | Incomparable                                       | Несравненная                        | Jolev                                           |                                                                          |
| 1993 | Beneficio provincial                               | Провинциальный бенефис              | Iván Semiónovich Velikátov                      |                                                                          |
| 1994 | Novela de bulevar                                  | Бульварный роман                    | Stanislav Vasílievich Kandinski                 |                                                                          |
| 1994 | Quemado por el sol                                 | Утомлённые солнцем                  | Vsévolod Konstantínovich                        |                                                                          |
| 1995 | Código del silencio 2: la huella del pescado negro | Кодекс молчания 2: След чёрной рыбы | coronel Agáiev (voz)                            |                                                                          |
| 1995 | Aventura                                           | Авантюра                            | cameo                                           |                                                                          |
| 1996 | Querido amigo olvidado hace muchos años...         | Милый друг давно забытых лет...     | Fiódor Fiódorovich                              |                                                                          |
| 1998 | Composición para el Día de la Victoria             | Сочинение ко Дню Победы             | Lev Morgulis                                    |                                                                          |
| 2001 | Tren expreso de Berlín                             | Берлинский экспресс                 | Gueorgui Astájov                                |                                                                          |
| 2006 | Ojos del lobo                                      | Глазами волка                       | viejo científico                                |                                                                          |
| 2006 | Andersen. Una vida sin amor                        | Андерсен. Жизнь без любви           | Dios                                            |                                                                          |

### Televisión
| Año  | Título                                | Título en ruso              | Rol                                   |
| ---- | ------------------------------------- | --------------------------- | ------------------------------------- |
| 1973 | Diecisiete instantes de una primavera | Семнадцать мгновений весны  | Max Otto von Stirlitz                 |
| 1984 | TASS está autorizado a declarar...    | ТАСС уполномочен заявить... | General de la KGB Konstantínov        |
| 1998 | Sala de espera                        | Зал ожидания                | Mijaíl Záitsev, director del orfanato |